# موشوايا
موشوايا هي بلدية تقع في إقليم أرجيش في رومانيا.